# Les Rivières-Henruel
Les Rivières-Henruel és un municipi francès, situat al departament del Marne i a la regió del Gran Est. L'any 2007 tenia 146 habitants.

## Demografia

### Població
El 2007 la població de fet de Les Rivières-Henruel era de 146 persones. Hi havia 65 famílies, de les quals 19 eren unipersonals (15 homes vivint sols i 4 dones vivint soles), 23 parelles sense fills, 15 parelles amb fills i 8 famílies monoparentals amb fills.
La població ha evolucionat segons el següent gràfic:
Habitants censats

### Habitatges
El 2007 hi havia 75 habitatges, 67 eren l'habitatge principal de la família, 3 eren segones residències i 5 estaven desocupats. 74 eren cases i 1 era un apartament. Dels 67 habitatges principals, 56 estaven ocupats pels seus propietaris, 11 estaven llogats i ocupats pels llogaters i 1 estava cedit a títol gratuït; 2 tenien dues cambres, 7 en tenien tres, 22 en tenien quatre i 36 en tenien cinc o més. 47 habitatges disposaven pel capbaix d'una plaça de pàrquing. A 21 habitatges hi havia un automòbil i a 35 n'hi havia dos o més.

### Piràmide de població
La piràmide de població per edats i sexe el 2009 era:
| Homes | Edats   | Dones |
| ----- | ------- | ----- |
| 0     | 95 o +  | 0     |
| 0     | 90 a 94 | 0     |
| 0     | 85 a 89 | 4     |
| 0     | 80 a 84 | 0     |
| 0     | 75 a 79 | 0     |
| 0     | 70 a 74 | 4     |
| 4     | 65 a 69 | 0     |
| 12    | 60 a 64 | 12    |
| 4     | 55 a 59 | 4     |
| 16    | 50 a 54 | 8     |
| 8     | 45 a 49 | 12    |
| 4     | 40 a 44 | 8     |
| 4     | 35 a 39 | 4     |
| 8     | 30 a 34 | 4     |
| 0     | 25 a 29 | 8     |
| 4     | 20 a 24 | 4     |
| 4     | 15 a 19 | 4     |
| 12    | 10 a 14 | 8     |
| 20    | 5 a 9   | 0     |
| 12    | 0 a 4   | 0     |

## Economia
El 2007 la població en edat de treballar era de 101 persones, 77 eren actives i 24 eren inactives. De les 77 persones actives 73 estaven ocupades (37 homes i 36 dones) i 5 estaven aturades (5 dones i 5 dones). De les 24 persones inactives 10 estaven jubilades, 7 estaven estudiant i 7 estaven classificades com a «altres inactius».

### Ingressos
El 2009 a Les Rivières-Henruel hi havia 73 unitats fiscals que integraven 164 persones, la mediana anual d'ingressos fiscals per persona era de 22.347 €.

### Activitats econòmiques
Dels 4 establiments que hi havia el 2007, 1 era d'una empresa extractiva, 1 d'una empresa de comerç i reparació d'automòbils, 1 d'una empresa d'hostatgeria i restauració i 1 d'una empresa de serveis.
L'any 2000 a Les Rivières-Henruel hi havia 10 explotacions agrícoles.

## Poblacions més properes
El següent diagrama mostra les poblacions més properes.